# Um Lugar ao Sol (filme)
Um Lugar ao Sol (A Place in the Sun) é um filme estadunidense de 1951, um drama, realizado por George Stevens e com roteiro baseado em livro de Theodore Dreiser.

## Sinopse
George Eastman é um jovem com vontade de triunfar na vida, e que acaba por ir trabalhar na fábrica do seu tio. Ele julga que este trabalho pode levá-lo a um futuro melhor, mas apesar de ter sido alertado para não se envolver com nenhuma funcionária da fábrica, ele começa por se encontrar com Alice Tripp, que trabalha na linha de montagem.
Ele finalmente chega à alta sociedade e acaba por se apaixonar pela rica e bela Angela Vickers, sendo correspondido. Desta maneira, decide distanciar-se de Alice, que não aceita esta situação, principalmente quando descobre que está grávida. Acreditando que Alice pode acabar com os seus planos de ascensão social George planeja matá-la.

## Elenco
- Montgomery Clift.... George Eastman
- Elizabeth Taylor.... Angela Vickers
- Shelley Winters.... Alice Tripp
- Anne Revere.... Hannah Eastman
- Keefe Brasselle .... Earl Eastman
- Fred Clark .... Bellows
- Raymond Burr.... Frank Burlowe
- Herbert Heyes .... Charles Eastman
- Shepperd Strudwick .... Anthony Vickers
- Frieda Inescort .... sra. Vikers
- Kathryn Givney .... Louise Eastman
- Walter Sande .... Jansen
- Ted de Corsia .... juiz
- Al Ferguson ... Oficial de Justiça (não-creditado)
- Franklyn Farnum ... Executivo da Companhia (não-creditado)
- Harold Miller	... (não-creditado)[3]

## Principais prêmios e indicações
Óscar 1952 (EUA)
- Venceu nas categorias de melhor direção, melhor fotografia - preto e branco, melhor figurino - preto e branco, melhor edição, melhor banda sonora e melhor roteiro adaptado.
- Indicado nas categorias de melhor filme, melhor ator (Montgomery Clift) e melhor atriz (Shelley Winters)

Globo de Ouro 1952 (EUA)
- Venceu na categoria de melhor filme – drama.
- Indicado nas categorias de melhor fotografia - preto e branco, melhor diretor e melhor atriz de cinema - drama (Shelley Winters).

Festival de Cannes 1951 (França)
- Indicado ao grande prêmio do festival.